# 張義奎
張義奎（1930年—2014年1月10日），台灣京劇演員、導演，工淨行。
六歲加入張家班囍臨堂科班學習京劇表演藝術，原本按照班內字輩排名張義春，但報戶口時戶政事務所寫錯了，而成了張義「奎」。民國三十七年隨著張家班正義劇團來台。
長期在台灣中華民國陸軍附設的京戲班（國花、正義、陸光）裡做演員和排練指導，導演作品有《新陸文龍》、《淝水之戰》、《通濟橋》、《袁崇煥》等。
1995年，台灣軍方僅存的三個京劇隊陸光、海光、大鵬解散，台灣政府改由教育部成立國立國光劇團，他和朱錦榮做排練指導，執導作品有《大將春秋》、《霸王別姬》（陳霖蒼主演）等多部。